# Степангород
Степанго́род — село в Україні, у Володимирецькій селищній громаді Вараського району Рівненської області. Засноване в 1629 році на березі річки Стубли.

## Географія
Сусідні населені пункти:[джерело?]

### Розташування
Село Степангород розташоване на півночі Володимирецького району. Середня висота - 157 м над рівнем моря. Більша частина населеного пункту, зокрема центр, школа та майже всі будинки розташовані на східному березі річки Стубли. Площа сягає 5,1 кв. км. З півночі на південь село простягається на 4 км, а зі сходу на захід на 3. Місцеві жителі поділяють село на кілька частин: Посьолок (північна частина), Карея (західна частина, що за Стублою), Галя (південно-західна частина), Загора (східна частина), Сад і Сукач (південна частина), Заволинець (південно-східна частина).

### Гідрографія
Найголовніша та єдина річка у Степангороді - це Стубла, яка впадає у річку Морочна, що протікає трохи північне села. Уся територія села має дуже складну і розвинуту систему каналів, які колись використовувалися для зрошення полів. Зараз ця система занепадає і дехто її використовує для зливу води із септиків туалетів.
На території села є багато ставків, але всі вони мають своїх власників або/та розташовані на території людських господарств.
Під Степангородом протікають численні підземні струмки. В цьому можна переконатися просто копаючи колодязя чи става: джерела б'ють пружно і сильно. Вода там є чистою, через те, що вона проходить через глини, але через видобуток бурштину система підземних вод кардинально змінилася і робить це далі, тому склад і колір води у деяких місцях дуже змінився протягом останніх років.

### Екологія
На території села, на жаль, немає ніяких парків чи чогось подібного.
На півночі села розташоване звалище.
Тваринний світ дещо збіднів за останні 20 років. Зараз у околичних лісах майже немає диких тварин. Ті, що є - немісцеві. Зустрічаються лисиці, дикі кабани, качки тощо. Постійними жителями села і околиць є вужі, горобці, лелеки
Рослин у селі стало менше. Околичні ліси увесь час проріджуються. Найчастіше зустрічаються сосни, дуби, берези, верби, а також різні садові рослини: яблуні, вишні, груші, сливи.

### Клімат
Село знаходиться у зоні помірного клімату. Найтепліший місяць — липень із середньою температурою 18,3 °C (65 °F). Найхолодніший місяць — січень, із середньою температурою -6,1 °С (21 °F).
Клімат у селі вологий континентальний («Dfb» за класифікацією кліматів Кеппена). Опадів 618 мм на рік. Найменша кількість опадів спостерігається в березні й сягає у середньому 29 мм. Найбільша кількість опадів випадає в червні — близько 91 мм. Різниця в опадах між сухими та вологими місяцями становить 62 мм.Пересічна температура січня — -5,5 °C, липня — 18,7 °C.Річна амплітуда температур становить 24,2 °C.
| Клімат Степангород      | Клімат Степангород | Клімат Степангород | Клімат Степангород | Клімат Степангород | Клімат Степангород | Клімат Степангород | Клімат Степангород | Клімат Степангород | Клімат Степангород | Клімат Степангород | Клімат Степангород | Клімат Степангород | Клімат Степангород |
| Показник                | Січ.               | Лют.               | Бер.               | Квіт.              | Трав.              | Черв.              | Лип.               | Серп.              | Вер.               | Жовт.              | Лист.              | Груд.              | Рік                |
| Абсолютний максимум, °C | 8                  | 11                 | 22                 | 27                 | 30                 | 33                 | 33                 | 37                 | 31                 | 27                 | 17                 | 15                 | 37                 |
| Середній максимум, °C   | −3                 | −1                 | 3                  | 13                 | 19                 | 23                 | 24                 | 23                 | 20                 | 12                 | 5                  | 0                  | 11                 |
| Середня температура, °C | −2                 | 0                  | 1                  | 9                  | 14                 | 18                 | 19                 | 18                 | 15                 | 9                  | 3                  | 0                  | 10                 |
| Середній мінімум, °C    | −8                 | −6                 | −2                 | 3                  | 7                  | 11                 | 12                 | 12                 | 8                  | 5                  | 0                  | −5                 | 3                  |
| Абсолютний мінімум, °C  | −27                | −26                | −23                | −6                 | −3                 | 2                  | 6                  | 0                  | −1                 | −6                 | −25                | −23                | −27                |
| Норма опадів, мм        | 30                 | 50                 | 20                 | 40                 | 50                 | 60                 | 70                 | 60                 | 50                 | 40                 | 40                 | 40                 | 610                |
| ----------------------- | ------------------ | ------------------ | ------------------ | ------------------ | ------------------ | ------------------ | ------------------ | ------------------ | ------------------ | ------------------ | ------------------ | ------------------ | ------------------ |

### Геологія
Ґрунт є дерново-підзолистим. Має середню родючість.
Є поклади торфу, піску, глини. Також у землі є багато бурштину, але його частка за останні роки дуже зменшилася через надмірне добування.

## Історія

### Назва
Заснували село 1629 року. Колись його називали Дубуя або Дубоя, через нібито місцевих жителів, які не дуже добре ставилися до жителів інших сіл і ходили з палками - дубцями. Від дубців і пішла така назва. Є і інша версія, яка є більш простішою: колись на території села росло багато дубів і від них і пішла Дубоя.
Інша версія розповідає,що колись Катерина || поселила там колишніх в'язнів і заснувала село,яке було збудоване з бараків.
Щодо назви Степангород є також кілька версій-легенд. Якщо вірити одній із них, то колись мимо села по Стублі на своєму кораблі пропливала Катерина ІІ. На неї напали грабіжники і хотіли забрати все золото, але повз проходив чоловік на ім'я Степан. Він врятував жінку і щоб віддячити йому, вона віддала йому золото сказавши, щоб він побудував на цьому місці місто і назвав його Степангородом. Але він чи пропив, чи у нього була порвата кишеня - це залежить від переказу, але грошей в нього вистачило лише на село. Назву він вирішив не змінювати, сподіваючись, що в майбутньому Степангород все-таки досягне статусу міста.

### Карти
Якщо вірити старшому населенню села, на території Степангорода жили люди і раніше року заснування і навіть є карти, на яких позначене село містом. А ще розказують, що колись у горі, яка колись була в селі, знаходили різні глечики, глиняний посуд тощо. Правда це чи ні - зараз, мабуть, уже не дізнаємося.
Згадки про Степангород є в картах Атласу Речі Посполитої Земель Руських 16-17 століть. І ось постає питання: чи можна вважати, що Степангород заснували 1629 року? Мабуть, все-таки раніше село заснували раніше. На карті воно знаходиться майже біля кордону, на самому вершечку, вище лише Сварицевичі і вказане як Stepańgródek.
Якщо вірити польській карті 1930-31 рр., то Степангород  або як його тоді називали Степаньгрод (Stepańgród) було досить великим селом. У ньому на той час проживало 193 людини (для порівняння у Володимирці тоді проживало 466 осіб). Але до того ж Степангород мав дуже великі території: напис Huta Stepangrodzka і Las maj Huta Stepangrodzka (Ліс має Гута Степангродська) зустрічається на 10 км в околицях: біля Дібрівська, Зелені, Білого та інших сіл. Вцих лісах були такі населні пункти: Гострий Ріг (Ostry Róg)(17 осіб), Горне (Górne)(8 осіб), а також поселення Гута Степангродська (Huta Stepangrodzka)(40 осіб). Також були і менші поселення.
Степангород також вказаний на німецьких картах, зокрема 1916 року. На мапі добре видно Sztjepan-Gorod, а також навколишні села, які до наших часів не дійшли: Добринь Мости, Горна, Гута-Степангродськая.
А якщо поглянути на американську карту 1959 року, то Степангородський ліс простягається до села Луко і далі. А на території з'являються три села як розвинуті: Чорне Озеро, Любляшка, Хачево.

### Історія села
Відомо, що до 1939 року село входило до складу Польської держави. Тут проживали українці, євреї, поляки. У селі була початкова школа, яка знаходилася на місці сучасної. Навчання здійснювало двоє молодих вчителів. Навчання велося польською мовою, а кожної п'ятниці приїздив священник. Він проводив заняття тільки з дітьми українців. У сусідньому селі Хиночі був ксьонз, він проводив заняття з поляками. Школа була ще й в урочищі Гута. Молоді вчителі їздили на роботу і туди.
Село було поділене на хутори, де господарювали троє панів. В поселенні Гута-Степангродська проживала Ясна пані (так називали її в селі). Вона мала великий будинок, обсаджений гарними кущами, в будинку працювала прислуга. Ці пани були багаті, бо володіли великим лісовим масивом, що простягався аж до сіл Воронки і Луке, Дібрівськ і далі. Пани виписували людям ліс (у них на Гуті стояла контора, був управляючий) люди купували квитки на збір ягід і зела. Пані їздила верхи на коні, мала пишне вогняне волосся. Пан приїздив дуже рідко, тому що був зайнятий справами у Варшаві.
В урочищі Крушині жив другий пан - Шишкін. У нього було три сини: Микола, Михайло, Андрій. Біля Кринички (інше урочище), поселилися поляки (в селі їх називали мазури). Шишкін жив трохи далі, в лісі і його територія була західному і південному березі болота Морочна. Там була і "його контора". Мазури працювали в нього на землі, хоча Шишкін і не був такий багатий як Ясна пані.
В урочищі Згіщ (на карті позначено як G. Zgoszch) жив третій пан. Він мав землю в урочищі Хотуні. Земля була скудна, не давала йому добрих прибутків, а тому він був бідний. Прислуги в нього не було, батраків теж. Через деякий час пан помер і пані переїздить жити в село. На території сучасного лісництва вона побудувала великий дерев'яний будинок, де проживала до 1939 року. Коли вона виїхала, то в цьому будинку проживала жителька с. Степангород, прислуга пані. Лише недавно цей будинок розібрали, бо він був в аварійному стані. Поляки покинули Степангород у 1939 році в зв'язку з анексією західноукраїнських земель Радянським Союзом.
Цікаві історії залишилися з періоду Другої світової війни, зокрема партизанського руху. Вже в перші дні війни десятки жителів Степангорода стали в солдатський стрій, але не кожному з них судилося дожити до Великої Перемоги. Так, 11 чоловік пропали безвісти, а багато поховано за межами України. Після важких воєнних доріг повернулись додому Міхеєв Віктор Прокопович, Міхеєв Соловей Єлисейович, Макарчук Талимон Іванович.
В 1967 році страшна подія сколихнула село. В розпал польових робіт, коли вдома залишалися тільки діти, сталася пожежа, від якої багато жителів залишились без даху над головою. Та це не зламало людей, тому вони розпочали будівництво нових будинків, і в цьому ж році, на честь 50-річчя Великого Жовтня, розпочали будівництво школи.
За часів Радянського Союзу в Степангороді був колгосп. Зараз від ферм залишилися лише розвалини.
Найдавнішою спорудою села є, мабуть, школа, якій уже близько 60 років.
Кількадесят років тому у Степангороді будували дитячий садок, але щось пішло не так і будівництво було припинене. Зараз зосталися лише руїни дошкільного закладу.
12 червня 2020 року, відповідно до розпорядження Кабінету Міністрів України № 722-р від «Про визначення адміністративних центрів та затвердження територій територіальних громад Рівненської області», увійшло до складу Володимирецької селищної громади.
19 липня 2020 року, в результаті адміністративно-територіальної реформи та ліквідації Володимирецького району, село увійшло до складу Вараського району.

### Історія школи
Степангородська школа пережила дуже багато змін за свої роки. Найперша згадка про неї датується 1956 роком. Першим директором стала Єфросиня Михайленко. Пізніше директором був Шкалиберда Василь, а з 1965 по 1967р. директором школи була Бутенко Віра Карпівна. На цей час у школі працювали 12 вчителів.
Надалі директорами школи були:
- Купчишин Борис Пилипович (1967-1969 рр.);
- Жук Іван Миколайович (1969-1971 рр.);
- Мельник Лідія Яківна (1971 р.);
- Шпильовий Анатолій Володимирович (1971-1981 рр.);
- Антончик Анатолій Іванович (1981-1988 рр.);
- Міхеєва Раїса Василівна (1988-2001 рр.);
- Крук Надія Миколаївна (2001-2003 рр.);
- Міхеєва Галина Адамівна (2003-2005 рр.);
- Михеєва Тетяна Станіславівна (2005-2007 рр..);
- Левечко Анастасія Іванівна (2007-2008 рр.);
- Міхеєва Галина Іванівна (2008-2014 рр.);
- Кречко Сергій Костянтинович (2014-2018 рр.);
- Іваненко Тетяна Іванівна (2018-2019 рр.)
На даний час (початок 2020) обов'язки директора виконує Макарчук Галина Миколаївна.
Найбільших змін школа зазнала в період директорування Міхеєвої Раїси Василівни, яка пробула на посаді найбільше - 13 років. Зокрема, було добудовано школу і вона, як і кількість класів, збільшилася вдвічі. Було перероблено і стару частину: перекрили шифер. Також школа змінилася і за часів Кречка Сергія Костянтиновича: в усіх класах дерев'яні вікна були змінені на пластикові, було закуплено кілька телевізорів, що не менш важливо у 21 столітті, було побудовано новий інформатичний клас.
В 1989 році Богуш Афанасію Олексіївну нагородили медаллю «Ветеран праці». Цією ж медаллю було нагороджено Коломієць Катерину Єфремівну. В 1994 році цих вчителів нагородили грамотами  Міністерства освіти.
З 2010 року наші вчителі є призерами районного етапу конкурсу «Вчитель року» (Міхеєва Г.А., Левечко Н.П., Сергійчук Г.В.).
Щороку поповнюється шкільна родина молодими педагогами. Також постійно збільшується кількість учнів. У 1946 році до школи вступило 35 дітей. У 1977 році було 10 класів у яких навчалося 280 дітей. У 2013 році функціонує 21 клас, де навчається 451 учень (станом на 01.12.2013 року).
Учні школи є щорічними призерами районного етапу Всеукраїнських олімпіад. Зокрема школа пишається випускниками (середньої школи): Ланевич Дарією, Незелюк Іриною, Іваненко Інною, Іваненко Катериною, Макарчук Ольгою, Кречко Марією, Стрілою Іллею, Михеєвою Каріною, Іваненко Марією, Макарчук Аліною та іншими.
У 2016 році почалося будівництво нової школи у селі. Це був дуже важкий шлях, який почався 2013 року.
Уперше про новий заклад освіти для Степангородців заговорили на початку 2013 року, коли у школі почала руйнуватися стеля. Її трохи відремонтували, а в деяких місцях поставили підпори. Було поставлено бойкот владі і батьки не пускали дітей у школу близько місяця. Трохи згодом почали нібито розробляти проект нової школи, навіть знайшли місце і почистили його, прибравши стару хатину та викорчувавши зарослі акації і шипшини.
Пройшло трохи часу, а будівництво так і не розпочалося. Тому було прийнято рішення вдруге влаштувати бойкот, не пускаючи дітей учитися (з початку вересня до жовтня 2016 року). Влада знову почула це і сказала, що школу будуватимуть, показала проект будівлі. Врешті-решт селяни добилися свого і навчальний заклад все-таки почали будувати. Але це був не кінець пригод. Через певний час будівництво школи раптово заморозили і на знак протесту обурені селяни вирішили перекрити трасу Київ-Ковель і це подіяло - будівництво знову відновилося. Потім було ще багато проблем, зокрема вияснилося, що підвал школи був побудований неправильно, але і цю проблему вирішили.
На початку 2019 року перший корпус споруди було повністю збудовано і прийшла пропозиція пустити дітей у нову школу, але на неї жителі Степангорода відреагували з обуренням, тому що вважали школу не добудованою і тому що на третьому поверсі почала протікати стеля, через неправильну побудову і сильний дощ, що пройшов напередодні. В школу тоді дітей не пустили.
На початку 2020 року другий корпус новобудови є майже закінченим і було висунуто рішення про навчання дітей у новій школі. Більшість людей підтримують його, тому цілком можливо, що на початку весни 20-го року у скандальну споруду зайдуть перші учні.
У 2020 повинно початися будівництво 3-го та 4-го корпусів навчального закладу. Чи станеться це - сказати важко, адже діти ще чомусь не навчаються в новій школі, тому вже влада може оголосити бойкот степангородцям, закинувши будівництво.

### Пам'ятки культури
В центрі Степангорода розміщений обеліск слави для тих, хто загинув у Другій Світовій війні. Їхні імена викарбувані на плитах пам'ятника. У 2017 році пройшла реставрація обеліска за підтримки Стріли Євгенія, Чугая Ігора та Деркача Олександра.
В селі функціонує православна церква Святого пророка Іллі, що була збудована в 1991 році на пожертвування. 2017-2018 відбувся капітальний ремонт. Зараз церква має сучасний вигляд всередині. У наступних роках планують оновити екстер'єр храму.
Також в селі є Дім Молитви з численною громадою віруючих християн. Починаючи з 2019 року храм капітально реставрують. Планують завершити ремонт влітку 2020 року.
В околицях Степангорода знаходяться старовинні хрести. Зараз можна лише здогадуватися, з якою метою їх ставили, але кажуть, що вони захищали село від демонів.

### Інфраструктура
У Степангороді є нова та стара школи. Нова знаходиться у стані будівництва, при цьому половину вже виконали. Такими темпами школу мають добудувати приблизно до 2023 року. У селі є будинок культури, але має дещо жахливий стан. У середині нього функціонує бібліотека. Функціонує відділення укрпошти та автолавка нової пошти.
Також є більше 10-ти магазинів і не лише продуктові, а й будівельно-побутовий, і одягові. Працює 2 кафе. Функціонує кілька пилорам.
У майбутньому планують побудувати амбулаторію.
Село зв'язує з іншими населеними пунктами 2 автобуси, один курсує по напрямку Володимирець-Степангород, а другий - Рівне-Степангород. До найближчої залізничної станції приблизно 10 км (ст. Хиночі).
У селі є телекомунікації, зокрема добре працює "Київстар" і трохи гірше "Vodafone". При чому від першого є 4G інтернет. Також проведений скловолоконний кабель, тому майже в кожному домі є Wi-Fi.
Загалом, жителі Степангорода майже ніколи не жили бідно, адже вони відрізняються своєю креативністю і завжди придумають, де взяти гроші. Село має великий потенціал і готове в будь-який момент щось побудувати. Зараз спостерігається різке збільшення кількості населення: за рік кількість може збільшитися на 50 і більше людей.

## Населення
За переписом населення 2001 року в селі мешкали 1782 особи.
Якщо вірити даним 2014 року, то в селі на той момент проживало 2234 особи.
У селі понад 500 дворів.

### Мова
Розподіл населення за рідною мовою за даними перепису 2001 року:
| Мова       | Відсоток |
| ---------- | -------- |
| українська | 99,6 %   |
| білоруська | 0,2 %    |
| польська   | 0,2 %    |